# 低酸素血症
低酸素血症（ていさんそけつしょう、英: Hypoxemia）は、血液中の酸素濃度が異常に低い状態である。より具体的には、動脈血の酸素欠乏である。低酸素血症（hypoxemia）には多くの原因があるが、血液が体の組織に十分に酸素を供給しないため低酸素症（hypoxia）を引き起こすことが多い。

## 定義
低酸素血症（Hypoxemia）とは、血液中の酸素濃度が低いことを指し、より一般的な低酸素症（Hypoxia）という用語は、あらゆる組織や器官、あるいは身体全体において酸素濃度が異常に低いことを指す。低酸素血症は低酸素症（低酸素血症性低酸素、hypoxemic hypoxia）を引き起こすが、貧血など他の機序で低酸素症が起こることもある。
低酸素血症は通常、動脈血の酸素分圧（mmHg）の低下と定義されるが、酸素含有量（Oxygen content、血液1dlあたりの酸素ml）の低下やヘモグロビン（赤血球内の酸素結合タンパク質）の酸素に対する飽和率低下も、単独または複合して認められる。なお、酸素含有量は下式で表され、酸素分圧やヘモグロビン濃度、そして酸素ヘモグロビン解離曲線により、それぞれ影響を受ける。
酸素含有量（ml/dl） = 1.31（ml/dl）×酸素飽和度（％）×ヘモグロビン濃度（g/dl）+ 0.003（ml/dl・mmHg）×酸素分圧（mmHg）
動脈血液ガス分析で酸素分圧が通常より低いことが示されていれば、低酸素血症であることは一般的に合意されているが、血液中の酸素含有量が低酸素血症の判定に関連するかどうかについてはあまり意見が一致していない。したがって、血液中の酸素含有量は、低酸素血症ではなく、酸素の組織送達の指標とみなされることもある。
極度の低酸素症が無酸素症（anoxia）と呼ばれることがあるように、極度の低酸素血症が無酸素血症（anoxemia）と呼ばれることがある。

## 徴候と症状
急性期には、低酸素血症が呼吸困難のような症状を引き起こすことがある。これには、息苦しさ、呼吸数の増加、呼吸のために胸筋や腹筋を用いること、口すぼめ呼吸などがある(p642)。 
慢性低酸素血症は、代償型と非代償型がある。代償によって、当初は症状が見過ごされる可能性があるが、疾患増悪や酸素需要の増加などのストレスによって、最終的に既存の低酸素血症が露呈することがある。代償状態では、肺の換気の悪い部分を潅流している血管が選択的に収縮し、換気の良い部分に血液を誘導することができる。しかし、慢性的な状況で、肺全体の換気が十分でない場合、このメカニズムは肺高血圧をもたらし、心臓の右心室に過負荷をかけ、肺性心や右心不全を引き起こすことがある。また、多血症が起こることもある。小児では、慢性低酸素血症は、成長、神経発達、運動発達の遅れや、頻繁な睡眠中覚醒を伴う睡眠の質の低下として現れることもある。
低酸素血症の他の症状としては、チアノーゼ、ばち指、および咳や喀血など低酸素血症の原因に関連する症状がある(p642) 。 重篤な低酸素血症は、血液中の酸素分圧が、酸素ヘモグロビン解離曲線の急峻な部分の始まりである60mmHg（8.0kPa）未満であるときに典型的に起こり、ここで酸素分圧がわずかでも低下すると血液中の酸素含有量が大きく低下する。重症低酸素症は呼吸不全となる可能性がある。

## 原因
低酸素血症とは、血液中の酸素が不足することである。したがって、肺に入る空気の速度や量（換気）に影響を与える原因や、肺から血液への空気の移動に影響を与える原因はすべて、低酸素血症を引き起こす可能性がある。これらの呼吸器系の原因だけでなく、シャントなどの循環器系の原因でも低酸素血症になることがある。
低酸素血症は、低換気、換気血流不均衡、右左シャント、拡散障害、低酸素分圧という5つのカテゴリーの病因によって引き起こされる。低PO2と低換気は正常な肺胞気動脈血酸素分圧較差（alveolar–arterial gradient: A-aDO2）と関連するが、他のカテゴリーはA-aDO2の増加と関連する(p229)。

### 換気
肺胞の換気量が少ないと、体が使う分の酸素が肺胞に送られなくなる。これは、脳幹の換気制御や身体の呼吸がうまくできないことに原因があるため、肺が正常であっても低酸素血症になることがある。

#### 呼吸駆動
呼吸駆動（または呼吸ドライブ、Respiratory drive）とは呼吸中枢の神経信号の出力の強さであり、呼吸毎に発揮される呼吸努力を決定する。呼吸は延髄にある中枢が制御しており、呼吸の速さや1回の呼吸の深さに影響する。これは、二酸化炭素の血中濃度に影響される。中枢神経系と頸動脈小体・大動脈小体にそれぞれ存在する中枢・末梢の化学受容器が濃度を感知するからである。低酸素症は、呼吸中枢が正しく機能しないときや、神経信号が適切でないときに起こり得る。
- 延髄呼吸中枢（英語版）は、規則的な神経信号を発生して、横隔神経を介して、呼吸を司る筋肉である横隔膜を動かす。脳卒中、てんかん、頚椎骨折などでは、この神経経路が損なわれる。
- 呼吸ドライブの低下は、代謝性アルカローシス（英語版）が代償されて、血中の二酸化炭素が減少した結果のこともある。
- 中枢性睡眠時無呼吸症候群（英語版）: 睡眠中、脳の呼吸中枢の活動が一時停止し、長時間の無呼吸につながる可能性があり、深刻な影響を及ぼす可能性がある。
- 過換気の後、長時間息を止める。: 一部のスイマーが試みるこの過呼吸は、体内の二酸化炭素の量を減少させる。そのため、呼吸をしたくなる衝動が抑えられる。しかし、血中酸素濃度の低下を感知できず、低酸素血症になる可能性もある[13]。

#### 身体の状況
物理的に空気の流れを制限するさまざまな状態が、低酸素血症につながる可能性がある。
- ミオパチーにより、横隔膜（肺に新しい空気を取り込むための主要な筋肉）の機能が制限される可能性がある。これは、筋萎縮性側索硬化症などの先天性疾患や、COPDの重症例における疲労などの後天性疾患の続発症であることもある。
- 窒息: 例えば、閉塞性睡眠時無呼吸症候群（英語版）による呼吸の一時的な中断や停止。乳児の呼吸を妨げるような寝具は、乳幼児突然死症候群の原因と目されている。
- 脊椎側彎症や後弯症（いわゆる猫背）などの胸部の構造的な変形は、呼吸を制限し低酸素につながる可能性がある。

#### 低酸素環境

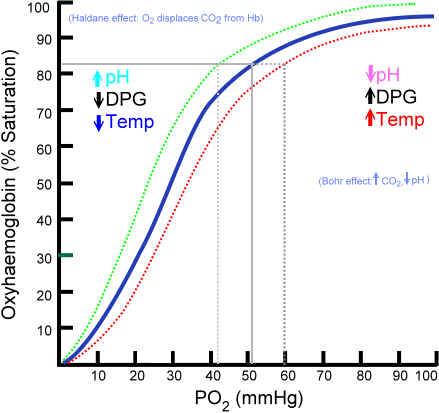
酸素-ヘモグロビン解離曲線

空気中の酸素の割合が少ない状態や、酸素分圧が低下した状態では、肺の肺胞に存在する酸素が少なくなる。肺胞の酸素は、赤血球内の運搬タンパク質であるヘモグロビンに移動するが、空気中の酸素分圧が低下すると効率は低下する。 
- 高高度: 標高が高い地域や飛行中など、外界の酸素分圧は高度に比例して低下する。その結果、ヘモグロビンによる酸素の運搬が減少する[14]。特に、エベレストなど高度の高い山への登山者の脳虚血や高山病の原因として見られるものである[15][16]。例えば、エベレスト山頂の酸素分圧はわずか43mmHgであるのに対し、海抜高度では150mmHgである[17]。このため、航空機の機内与圧は5000～6000フィート（1500～1800m）に維持される[18]。
- ダイビング: ダイビングにおいて、突然の浮上によって低酸素血症が引き起こされることがある。ダイビングでは、気体の分圧が10mごとに1気圧ずつ上昇する。これは、ヘモグロビンによる良好な運搬が維持されるのに十分な酸素分圧が、水面では不十分であっても、深海では可能であることを意味する。水中にとどまっているダイバーは、徐々に酸素を消費し、浮上時に酸素分圧が不足して意識を失うことがある（浅瀬でのブラックアウト（シャローウォーターブラックアウト、shallow water blackout）（英語版））[19]。フリーダイビング浮上中のブラックアウト（英語版）として現れることもある。
- 窒息: 呼吸混合気中の酸素の割合が減少することにより、吸入気中の酸素濃度が低下する。
- 笑気麻酔: 吸入を亜酸化窒素から空気に切り替えたときに、拡散性低酸素症により、肺の酸素分圧が低下する[20]。
- 酸素が枯渇した空気は致命的であることも証明されている。過去には、麻酔器の構造不良・操作間違いなどにより、酸素濃度の低い混合ガスが患者に投与されたこともある（笑気事故）[21]。また、消費された酸素の補充に十分な注意を払わないまま二酸化炭素除去装置（英語版）を用いると、閉鎖空間中の酸素が消費されることがある。

### 血流

#### 換気血流不均衡
換気血流不均衡とは換気と肺血流の均衡が崩れることを指す。肺に入った酸素は、通常、肺胞-毛細血管膜を通過して血液中に拡散する。しかし、肺胞の換気が不十分な場合、この換気は行われず、その結果、肺胞から出る血液は相対的に低酸素状態となる。このような血液が良好に換気された血液と混ざると、肺胞の空気よりも酸素分圧が低くなり、肺胞気動脈血酸素分圧較差（alveolar–arterial gradient: A-aDO2）が生じる。下記のような例がある。
- 運動: 適度な活動や運動は換気血流比を改善するが[22]、既存の肺疾患の結果として激しい運動中に低酸素血症が生じることがある[23]。運動中の低酸素血症のほぼ半分は拡散障害に起因する[24]。
- 加齢: 加齢に伴い、換気血流不均衡は悪化し、低酸素状態を補う能力も低下する[8](p646)。
- 肺の間質（英語版）に影響を与える疾患では、酸素が動脈に拡散する能力に影響が及び、低酸素の原因となることがある。これらの疾患の例は肺線維症であり、安静時でも低酸素血症となっている症例の5分の1は拡散障害によるものであるとされる[24]。
- 急性または慢性の呼吸困難が生じる疾患は、低酸素症を引き起こす可能性がある。これらの疾患は、急性に発症するもの（異物誤嚥（英語版）や肺塞栓を起こしたりしたことによる気道ないしは血管の閉塞など）、慢性に発症するもの（慢性閉塞性肺疾患など）がある。
- 肝硬変では、低酸素性肺血管収縮が乏しいために換気血流不均衡が生じ、難治性の低酸素血症を合併することが多いとされる[25]。
- 脂肪塞栓症では肺毛細血管床に脂肪滴が沈着する[26]。

#### シャント
シャントとは、肺循環を迂回する血液のことであり、肺胞で血液が酸素化されないことを意味する。一般に、シャントは心臓や肺の中にあり、酸素投与だけでは改善できない。シャントは正常な状態でも発生することがある。
- 解剖学的シャントは、肺の組織に血液を供給する気管支循環系を介して発生する。また、左心室に直接血液が流入する細小心臓静脈（英語版）によってもシャントが発生する。
- 生理的シャントは、重力の影響により発生する。肺循環において血液流量が最も高いのは肺血管樹の基部であり、呼吸ガスの圧力が最も高いのは肺尖部である。浅い呼吸では、肺胞が換気されないことがある。

シャントは、病的状態でも発生することがある。
- 急性呼吸窮迫症候群（ARDS）: 肺胞虚脱は、生理的シャントの量を増加させる可能性があるため、酸素供給を増やすと同時に、虚脱した肺胞を再膨張させるため気道陽圧を組み合わせて管理することがある[27][28]。
- 動脈管開存症、卵円孔開存、心房中隔欠損症や心室中隔欠損症などの病的シャント: これらの状態は、右心系の血液が、まず肺を通らずに、直接左心系に移動する。これは右左シャント（英語版）として知られており、多くの場合、先天性のものである。

### 運動
運動誘発性低酸素血症とは、運動中の人の動脈血酸素飽和度が93%未満になったときとされる。年齢や性別に関係なく、健康な人に起こる。トレーニングによる順応には、心肥大による心拍出量の増加、静脈還流の改善、筋肉の代謝性血管拡張、最大酸素摂取量（VO2max）の増加などがある。それに伴い二酸化炭素排出量（VCO2）も増加するため、代謝性アシドーシスを防ぐために二酸化炭素を除去する必要がある。肺血流の増加により、以下の状況では低酸素血症が発生する。
- 肺毛細血管内の血流が増加するため、毛細血管通過時間が短縮される。安静時の毛細血管通過時間は約0.8秒であり、酸素の循環血への拡散とCO2の循環血からの拡散に十分な時間がある。運動後、毛細血管の容積は変わらないが、心拍出量が増加するため、毛細血管通過時間は減少し、最大作業強度で運動を行うと約0.16秒に減少する。このため、ガス拡散のための十分な時間が得られず、低酸素血症になる。
- 肺動静脈シャントは、肺内の休眠状態の毛細血管でだが、静脈圧が高くなりすぎると、賦活化される。通常、ガス拡散が起こらない死腔に位置しているため、通過した血液は酸素化されず、低酸素血症になる。

## 生理学
低酸素血症に肺が関与しているかどうかを知る上で重要なのは、肺胞気動脈血酸素分圧較差（alveolar–arterial gradient: A-aDO2）である。このA-aDO2は、通常は小さい。動脈血酸素分圧は、動脈血液ガス測定から直接得られる。肺胞気中に含まれる酸素は、空気中の分画に正比例するため、計算することができる。気道が吸入空気を加湿（希釈）するため、肺胞の酸素分圧は水の蒸気圧によって低下する。

## 歴史
低酸素血症という用語は、もともと高地で起こる血中酸素の低下を表すために用いられ、一般に血液の酸素化不良と定義されていた。
現代では、スマートウォッチを含む低酸素血症を検出するための多くのツールがある。2022年の研究では、スマートウォッチは標準的な医療機器と同様に短時間の低酸素血症を検出できることが示されている。